# 马尔蒂纳斯·安德留什克维丘斯
马尔蒂纳斯·安德留什克维丘斯（/mɐrˈtiːnɐs ɐndrʲʊʃˈkæːvɪtʃʲʊs/，1986年3月12日—），立陶宛职业篮球运动员，曾效力于美国NBA联盟。他在2005年的NBA选秀中第2轮第14顺位被奥兰多魔术选中。